# William Townley
William Townley (Blackpool, 14 februari 1866 – aldaar, 30 mei 1950) was een Engels voetballer en voetbalcoach.

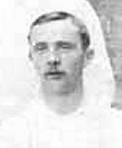

Townley die Billy genoemd werd, speelde voor Blackburn Olympic FC, Blackburn Rovers FC, Darwen FC en Manchester City FC. Met Blackburn Rovers won hij in 1890 en 1891 de FA Cup. De aanvaller speelde tweemaal in het Engels voetbalelftal en scoorde ook tweemaal.
Na zijn spelersloopbaan werd hij trainer en werkte hij vooral in Duitsland. Hij won diverse kampioenschappen met onder meer Karlsruher FV, SpVgg Fürth, FC Bayern München en Arminia Hannover. Hij werkte ook bij FC St. Gallen in Zwitserland.
In december 1922 werd Townley aangesteld als trainer bij het Groninger Be Quick. Hoewel Be Quick dat jaar wederom kampioen van het noorden werd, werd het verblijf van Townley niet erg positief beoordeeld. Het jaarverslag van de Groningers meldde dat bij Townley slechts het quantum der stuiver-valuta een rol schijnt te spelen. Terwijl hij in Groningen was heeft hij ook nog korte tijd Forward getraind.
In 1924 was hij bondscoach van het Nederlands voetbalelftal. Met Oranje werd hij vierde bij de Olympische Zomerspelen in 1924. Hij had het Nederlands elftal in totaal acht duels onder zijn hoede. Harry Dénis en André le Fèvre zijn de enige twee spelers, die onder Townley telkens in actie kwamen.